# Thamiaraea corverae

Thamiaraea corverae  (лат.) — вид коротконадкрылых жуков из подсемейства Aleocharinae (подтриба Thamiaraeina Fenyes, 1921). Канада.

## Распространение
Встречается в провинции Нью-Брансуик (Канада).

## Описание
Мелкие коротконадкрылые жуки, длина тела 2,8 — 3,1 мм. Основная окраска тёмно-коричневая (усики, щупики и ноги светлее). Большинство взрослых особей этого вида были найдены в пределах или вблизи сезонно затопляемых кленовых лесов и болот. Взрослые были найдены во мху и среди опавших листьев и в разлагающейся траве вдоль края реки. Взрослые были собраны в период с мая по август. Вид был впервые описан в 2016 году канадскими энтомологами Яном Климашевским (Jan Klimaszewski; Laurentian Forestry Centre, Онтарио, Канада) и Реджинальдом Вебстером (Reginald P. Webster). Видовое название дано в честь Патрисии Корверы Гандуллии (Patricia Corvera Gandullia, за её любовь к природе и энтузиазм в энтомологии).